# A LONG VACATION 30th Edition
『A LONG VACATION 30th Edition』（ア・ロング・バケイション サーティース・エディション）は、2011年3月21日に発売された、大滝詠一のアルバム『A LONG VACATION』のリイシュー・アルバム。

## 解説
1981年リリースのアルバム『A LONG VACATION』発売30周年を記念してリリースされたアニバーサリー・エディション。今回は現行CDフォーマットにおける最高のシステムで状態のよいオリジナルマスターを発掘しリマスター。今までもリクエストの多かった純カラオケとボーナス・トラックとして「君は天然色」の未発表テイクを収録したボーナス・ディスクとで構成。初回盤は三方背ケースによる限定仕様。
大滝詠一によれば「20周年盤はあの時点でできる限りのことをして評判も良かったわけですから、今回30周年盤を出すにあたっての最優先課題は“20周年盤を超える”ということでした。それができなければやる意味はないということです。で、さんざんあれこれ試してみましたけど、なかなか難儀していたんです。そんな時に、1回だけ選書盤で使ったマスターが浜松工場の奥のほうに置いてあることをスタッフが見つけてきたんです。取り寄せてみると、“選書盤で1回使用”と箱に書いてあって、開けてみるとでっかい字で『ロング・バケイション、シングル・ボックス用マスター』って紙が入っていたんです」という。このマスターはオリジナル・マスターから1世代落ちるものの、ほぼ再生されていない状態というのは、アナログ・テープにとっては好条件だった。そして、30周年盤の目玉として純カラオケがボーナス・ディスクとして付けられたが、このマスターは『ロンバケ』のミックス・ダウン時、正規のマスターを作った直後に、ボーカルだけを抜いたカラオケ用ミックス・ダウンも行われていた。これが正真正銘のオリジナル音源によるカラオケ（純カラ）だった。大滝は「純カラはすごいですよ。何しろほぼこすっていない（テープ・ヘッドを通過していない）。しかも世代はオリジナル・マスターと同じ。つまり、この純カラをオリジナル・マスター・テープの基準クオリティに見立てて、あとはこれに一番近い音が合格ということでオーディションをしたんです。その結果、勝ち残ったのが1991年の選書盤で使ったマスターでした」という。
マスタリングはまずアナログ信号をDSDに変換し、それをSBMダイレクト方式でPCMへ変換する方法がとられた。大滝はDSDは前から良いと思っていたがガッツがないと感じており、「幸せな結末」からトライしていたものの選ばれない状態が続いていたが、世界に3台だけあるDSDからPCMへ変換するマシンの試作品が功を奏したという。
本作のリリースに合わせてCD12枚組のボックス・セット『NIAGARA CD BOOK I』も同時発売された。W購入者特典として、2タイトルを購入して応募した人の中から抽選で「『A LONG VACATION』30周年祝賀パーティー」への招待が行われた。2011年6月5日に開催された当日は200名の招待枠に対し、50倍の応募があったという。大滝の出演はなかったが、本人の語りによる、秘蔵デモテープを交えた『ロンバケ』が出来るまでの「ロード・トゥ・ロングバケイション」（後に2021年リリースのボックス・セット『A LONG VACATION VOX』および通常盤CD2枚組『A LONG VACATION 40th Anniversary Edition』に収録）と、1977年6月20日渋谷公会堂にて行なわれた「First Niagara Tour」のライブ映像が放映された（後に2019年リリースの『NIAGARA CONCERT '83』初回生産限定盤に付属のDVDに収録）。
また“品番取得、新譜案内までいきながら企画倒れに終わった”『A LONG VACATION SINGLE VOX』は、想定されていたジャケット・デザインと曲順で、2014年発売のCD12枚組ボックス・セット『NIAGARA CD BOOK II』に組み込まれた。

## 収録曲

### disc 1<A LONG VACATION>
1. 君は天然色  –  (5:03)
2. Velvet Motel  –  (3:42)
3. カナリア諸島にて  –  (3:58)
4. Pap-Pi-Doo-Bi-Doo-Ba物語  –  (3:14)
5. 我が心のピンボール  –  (4:24)
6. 雨のウェンズデイ  –  (4:24)
7. スピーチ・バルーン  –  (3:54)
8. 恋するカレン  –  (3:21)
9. FUN×4  –  (3:25)
10. さらばシベリア鉄道  –  (4:34)

### disc 2<A LONG VACATION TRACKS>
1. 君は天然色  –  (4:42)
シングル・ヴァージョン同様[注釈 6]、イントロのチューニング - カウントがカットされている。
2. Velvet Motel  –  (3:46)
3. カナリア諸島にて  –  (4:01)
4. Pap-Pi-Doo-Bi-Doo-Ba物語  –  (3:13)
5. 我が心のピンボール  –  (4:24)
6. 雨のウェンズデイ  –  (4:26)
7. スピーチ・バルーン  –  (3:56)
8. 恋するカレン  –  (3:20)
9. FUN×4  –  (3:26)
10. さらばシベリア鉄道  –  (4:17)
11. 君は天然色 (Original Basic Track)  –  (5:16)
サビで全音上へ転調するオリジナル・トラック。正規版でも未収録の箇所を含むイントロのチューニング - カウントが入っている。

## クレジット
| Musicians                    | |   | | |
|                              | Guitars | ; | 安田“同年代”裕美、三畑卓次、笛吹利明、福山享夫、川村栄二、松下誠、松宮幹彦、吉川“二日酔ドンマイ”忠英、徳武弘文、村松“カワイ・ギター教師”邦男、鈴木“Hoseam-O”茂 | 安田“同年代”裕美、三畑卓次、笛吹利明、福山享夫、川村栄二、松下誠、松宮幹彦、吉川“二日酔ドンマイ”忠英、徳武弘文、村松“カワイ・ギター教師”邦男、鈴木“Hoseam-O”茂 |
|                              | L.Perc | ; | 鳴島“クワイアットマン”英治、加藤賀行、横山達治、川瀬正人、福生福生太郎、ラリー須永、高杉登、片山茂光、川原正美、キムチ木村                                     | 鳴島“クワイアットマン”英治、加藤賀行、横山達治、川瀬正人、福生福生太郎、ラリー須永、高杉登、片山茂光、川原正美、キムチ木村                                     |
|                              | Keyboards | ; | 山田“笑い上戸”英俊、山中直子、鈴木宏二、井上鑑、エルトン永田、中西康晴、安西史孝、大浜“練習熱心”和史、井川賀幸、遊眠亭主                                       | 山田“笑い上戸”英俊、山中直子、鈴木宏二、井上鑑、エルトン永田、中西康晴、安西史孝、大浜“練習熱心”和史、井川賀幸、遊眠亭主                                       |
|                              | Drums | ; | 上原“ユカリ”裕、林“バラード”立夫 | 上原“ユカリ”裕、林“バラード”立夫 |
|                              | Bass | ; | 金田一昌吾、 長岡“ミッチ”道夫、細野“エレキ・ベース”晴臣、小泉僖美雄、荒川康男                                                                                  | 金田一昌吾、 長岡“ミッチ”道夫、細野“エレキ・ベース”晴臣、小泉僖美雄、荒川康男                                                                                  |
|                              | Chorus; Voices of Each |   | | |
|                              | |   | シンガーズ・スリー、オシャマンベ・キャッツ、伊集加代子、ラジ                                                                                                   | |
|                              | |   | Guess Who | - 「散歩しない」 - 「Church Bells May Ring」 - 「月に吠えている男」                                                                                            |
|                              | Flute | ; | Jake | Jake |
|                              | Trumpet | ; | 吉岡孝時 | 吉岡孝時 |
|                              | Marimba & Timpany ; 金山功 |   | | |
|                              | Strings | ; | 前田憲男、松任谷正隆 | 前田憲男、松任谷正隆 |
|                              | |   | | |
| ナガナガバカンスかもねむ会員 | |   | | |
|                              | - 松本隆、石川光 (Luna City) - 川端薫、白川隆三 (CBS/SONY) - Kagamimochi 伊東、Kusomajime 深田、Kimuko 佐々木、Packman 芳川、アトム富士、GH助川、Hentai Papilapapa 大野、ショーガ焼き吉田 (Studio Staff) - 笹島武、川本晴義、寺川知紀 (P.M.P) - 前島洋児、大細鈴松、高木美和子 (Niagara Office) |   | | |

|                                                      |
| Re-Design ; 佐藤徹 (Shumisome)                       |
| Illustration ; 永井博 (Penguin)                      |
| Pattern ; 湯村輝彦 (Terry)                           |
|                                                      |
| Recorded & Mixed at CBS/SONY Roppongi & Shinanomachi |
|                                                      |
| Engineer ; 吉田保                                    |
| Arranger ; 多羅尾伴内                                |
| Executive Producer ; 朝妻一郎                        |
| Producer ; 大瀧詠一                                  |
|                                                      |
| 30th Reissue Staff                                   |
| 柿崎景二 (ADA7000R)                                  |
| 内藤哲也 (Sony Music Studios Tokyo)                  |
| 城田雅昭 (Director)                                  |
| 笛吹銅次 (Niagara)                                   |

## リリース日一覧
| 地域 | リリース日    | レーベル                          | 規格 | カタログ番号 | 備考 |
| ---- | ------------- | --------------------------------- | ---- | ------------ | --- |
| 日本 | 2011年3月21日 | NIAGARA ⁄ Sony Music Records Inc. | 2CD  | SRCL 8000~1  | ディスク1に『A LONG VACATION』30thリマスター、ディスク2にディスク1 M-1~10の純カラオケと「君は天然色 (Original Basic Track)」を収録した2枚組。初回仕様限定盤は『NIAGARA CD BOOK I』とのW購入者特典を封入。三方背ケース入り。 |